# 心叶獐牙菜
心叶獐牙菜（学名：Swertia cordata）为龙胆科獐牙菜属下的一个种。种名cordata意为心形的。